# سعید المولد
سعید المولد (عربی: سعيد المولد؛ زادهٔ ۹ مارس ۱۹۹۱) یک بازیکن فوتبال اهل عربستان سعودی است.
از باشگاه‌هایی که در آن بازی کرده‌است می‌توان به باشگاه فوتبال الاهلی عربستان سعودی و تیم ملی فوتبال عربستان سعودی اشاره کرد.
وی همچنین در تیم‌های ملی فوتبال عربستان سعودی بازی کرده‌است.